# Firebirds de l'Indiana
Stade
Champion 1999
Les Firebirds de l’Indiana étaient une équipe de l'Arena Football League. L'équipe était basée à Indianapolis, dans l'Indiana. Les matchs à domicile étaient disputés au Conseco Fieldhouse, où résident également les Pacers de l'Indiana de la National Basketball Association et Fever de l'Indiana de la Women's National Basketball Association.

## Histoire

### Firebirds d'Albany (1990-2000)

Le logo des Firebirds d'Albany de 1998 à 2000

Initialement appelée Firebirds d'Albany, l'équipe est basée à Albany, dans l'état de New York, de 1990 à 2000,. À cette époque, les matchs à domicile sont disputés à la Knickerbocker Arena (désormais connue sous le nom de Times Union Center). Après le déménagement, les Firebirds sont dans la Division Centrale de la Conférence Américaine de l'AFL.
Les Firebirds ont eu beaucoup de succès pendant leur mandat à Albany. Ils ont remporté six titres de division, fait neuf apparitions en séries éliminatoires et remporté l'ArenaBowl XIII en 1999.
L'un des meilleurs joueurs de l'histoire de la franchise est Eddie Brown, le père d'Antonio Brown, actuel wide receiver vedette des Steelers de Pittsburgh.

### Firebirds de l'Indiana (2001-2004)
Le 19 octobre 2000, les Firebirds annoncent qu'ils déménagent à Indianapolis. Les Firebirds de 2004 ratent de justesse les playoffs après un début de championnat décevant (0–5). Cependant, ils terminent la saison en remportant huit de leurs onze derniers matchs, menés par le rookie de l'année 2004, le quarterback Zachary Page et sont considérés par certains comme un candidat potentiel à l'Arena Bowl XIX.
Cependant, début septembre 2004, Dave Lageschulte, propriétaire de la franchise, annonce que sa société, Lags Football LLC, cesse toute activité commerciale pour les Firebirds. Lageschulte a activement, mais sans succès, recherché des investisseurs locaux pour racheter les Firebirds depuis son accession à la propriété en 2002, les mettant même en vente su eBay.
Le 20 septembre 2004, date de la date limite annoncée pour les ventes, l'Arena Football League annonce la résiliation de la franchise Firebirds et la mise à la disposition des joueurs pour les équipes AFL dans une draft de dispersion. Cependant, dans la semaine, Scott et Todd Hines, qui dirigent H3 Sportsgear, une société de sport basée à Indianapolis, rachètent l’équipe. Avec l'approbation de l'AFL, on espérait que les Firebirds pourraient rester opérationnels à Indianapolis. Toutefois, cette offre échoue en raison des craintes que le bas prix de vente dévalorise la valeur des 18 autres franchises. Les anciens joueurs de Firebirds sont mis à disposition dans la draft menée le 14 octobre 2004, marquant la fin de l'une des plus anciennes concessions de l'AFL.

### Résultats saison par saison
| Saison | Équipe  | G   | P  | N | Classement final          | Playoffs |
| ------ | ------- | --- | -- | - | ------------------------- | --- |
| 1990   | Albany  | 3   | 5  | 0 | 5e                        | |
| 1991   | Albany  | 6   | 5  | 0 | 4e                        | Défaite demi-finale, Détroit (35-37)                                                                                   |
| 1992   | Albany  | 5   | 6  | 0 | 3e Division Nord          | Défaite 1er tour, Dallas (45-48)                                                                                       |
| 1993   | Albany  | 5   | 8  | 0 | 5e Conférence Nationale   | Défaite 1er tour, Tampa Bay (34-48)                                                                                    |
| 1994   | Albany  | 11  | 3  | 0 | 1er Conférence Américaine | Victoire 1er tour, Las Vegas (49-30) Défaite demi-finale, Arizona (33-40)                                              |
| 1995   | Albany  | 8   | 6  | 0 | 1er Division Est NC       | Victoire 1er tour, Saint-Louis (51-49) Défaite demi-finale, Tampa Bay (49-56)                                          |
| 1996   | Albany  | 11  | 5  | 0 | 1er Division Est NC       | Victoire 1er tour, Milwaukee (70-58) Défaite demi-finale, Iowa (55-62)                                                 |
| 1997   | Albany  | 6   | 8  | 0 | 3e Division Est NC        | |
| 1998   | Albany  | 10  | 5  | 0 | 1er Division Est NC       | Défaite 1er tour, New Jersey (59-66)                                                                                   |
| 1999   | Albany  | 14  | 3  | 0 | 1er Division Est NC       | Victoire 1er tour, Grand Rapids (55-45) Victoire demi-finale, Arizona (73-47) Victoire ArenaBowl XIII, Orlando (59-48) |
| 2000   | Albany  | 9   | 6  | 0 | 1er Division Est NC       | Défaite 1er tour, Arizona (50-53)                                                                                      |
| 2001   | Indiana | 11  | 6  | 0 | 2e Division Centrale AC   | Victoire 1er tour, Carolina (58-41) Victoire 2e tour, Tampa Bay (68-31) Défaite demi-finale, Grand Rapids (70-83)      |
| 2002   | Indiana | 7   | 8  | 0 | 3e Division Centrale AC   | Défaite 1er tour, Dallas (46-47)                                                                                       |
| 2003   | Indiana | 6   | 10 | 0 | 4e Division Centrale AC   | |
| 2004   | Indiana | 8   | 8  | 0 | 3e Division Centrale AC   | |
| Total  |         | 120 | 92 | 0 | playoffs inclus           | playoffs inclus |

## Les joueurs
| Joueur           | Position    | Université               |
| ---------------- | ----------- | ------------------------ |
| Brett Bech       | WR          | LSU                      |
| Ryan Bowers      | WR/DB,DB    | Presbyterian (SC)        |
| Jonathan Brown   | DE          | Tennessee                |
| Kerry Brown      | WR/LB,WR,DB | Pacific                  |
| Lamar Campbell   | DB          | Wisconsin                |
| Jeff Cogell      | FB/LB       | American International   |
| Charlie Cook     | OL/DL       | C W Post (NY)            |
| Kevin Daft       | QB          | California - Davis       |
| Anthony Derricks | DS          | Mississippi State        |
| Bill Duff        | DT          | Tennessee                |
| Ricky Hall       | FB/LB       | Marshall                 |
| Anthony Herron   | DE          | Iowa                     |
| Anthony Hines    | WR          | Winston-Salem State (NC) |
| Evan Hlavacek    | WR/DB       | San Diego University     |
| Mike Horacek     | WR/LB       | Iowa State               |
| Delvin Hughley   | DB          | Jacksonville State       |
| Chris Janek      | DL          | Wisconsin                |
| Scotty Lindsey   | DS          | Stephen F Austin         |
| Andy McCullough  | WR          | Tennessee                |
| Adrian McPherson | QB          | Florida State            |
| Dee Moronkola    | DB,WR/DB    | Washington State         |
| Hans Olsen       | DT          | BYU                      |
| Jarrod Penright  | FB/LB       | Texas A&M                |
| Clay Rush        | K           | Missouri Western         |
| Chris Snyder     | OL/DL       | Penn State               |
| Mike Sutton      | DE          | LSU                      |
| Leroy Thompson   | LB          | Delaware                 |
| Van Tuinei       | OL/DL       | Arizona                  |
| Jordan Younger   | DB,CB,LB    | Connecticut              |
| Tony Zimmerman   | QB          | Duquesne                 |

### Joueurs d'Albany ou de l'Indiana au Hall Of Fame de l'AFL
| Firebirds d'Albany/de l'Indiana Hall of Famers |                   |                |              |                      |
| Numéro                                         | Nom               | Année d'entrée | Position     | Années aux Firebirds |
| 77                                             | Sylvester Bembery | 2011           | OL/DL        | 1994–2003            |
| 17                                             | Eddie Brown       | 2011           | OS           | 1994–2003            |
| –                                              | Mike Dailey       | 2012           | Entraîneur   | 1997–2003            |
| 84                                             | Fred Gayles       | 2002           | WR/DB        | 1990–1997            |
| ?                                              | Darryl Hammond    | 2013           | WR/LB        | 1991–1994            |
| –                                              | Mike Hohensee     | 2012           | Entraîneur   | 1994–1996            |
| 82                                             | Greg Hopkins      | 2013           | WR/LB        | 1996–2001            |
| –                                              | Glenn Mazula      | 2000           | Propriétaire | 1990–2002            |
| ?                                              | Reggie Smith      | 2002           | OS           | 1990                 |
| ?                                              | Durwood Roquemore | 1999           | WR/DB        | 1991                 |

## Les entraîneurs
| Nom             | Terme     | Saison régulière | Saison régulière | Saison régulière | Saison régulière | Playoffs | Playoffs | Récompenses                |
| --------------- | --------- | ---------------- | ---------------- | ---------------- | ---------------- | -------- | -------- | -------------------------- |
|                 |           | G                | P                | N                | %                | G        | P        |                            |
| Rick Buffington | 1990–1993 | 19               | 21               | 0                | .475             | 0        | 3        |                            |
| Mike Hohensee   | 1994–1995 | 17               | 9                | 0                | .654             | 2        | 2        |                            |
| Mike Dailey     | 1997–2003 | 58               | 42               | 0                | .580             | 5        | 4        | Entraîneur de l'année 1999 |
| Steve DeBerg    | 2004      | 0                | 5                | 0                | .000             | 0        | 0        |                            |
| Mike Wilpolt    | 2004      | 8                | 3                | 0                | .727             | 0        | 0        |                            |